# Ochuzor (A506)
Ochuzor (A506) je hydrografická výzkumná loď nigerijského námořnictva. Představuje typ OSV 115 SC-WB z rodiny plavidel francouzské loděnice OCEA. Mezi jeho úkoly patří provádění hydrografického průzkumu, všeobecné hlídkování, ochrana životního prostředí, podpora potápěčů, či mise SAR.
Ve službě bude spolupracovat s větší výzkumnou lodí Lana (A499). Akvizice plavidel Lana a Ochuzor Nigérii umožní zapojit se do projektu GEBCO (General Bathymetric Charts of the Oceans) Seabed 2030 a do projektu GMRT (Global Multi-Resolution Topography). Zároveň to státu usnadní plnění závazků vyplývajících z úmluvy SOLAS (International Convention for the Safety of Life at Sea).

## Stavba
Plavidlo postavila francouzská loděnice OCEA v Les Sables-d'Olonne. Objednáno bylo v říjnu 2021. Po námořních zkouškách plavidlo odplulo do Nigérie. Dne 17. dubna 2024 byla v Lagosu předána nigerijskému námořnictvu a 30. května téhož roku byla během slavnostního ceremoniálu uvedena do služby s účastí prezidenta Bola Tinubu.

## Konstrukce
Plavidlo pojme dvanáct členů posádky a pasažérů. Bude vybaveno sonary, zařízením pro odběr, skladování a analýzu vzorků vody a laboratoř. Na palubě bude též 5,6metrový hydrografický člun. Nejvyšší rychlost dosahuje dvanáct uzlů. Dosah je 3000 námořních mil při deseti uzlech.